# Ибадан
Ибадан (енгл. Ibadan) је град на југозападу Нигерије. Главни је град савезне државе Ојо. Са 3,5 милиона становника трећи је по величини град у Нигерији, после Лагоса и Каноа. 
Већину становника чини народ Јоруба. 

## Становништво
| 2006.     |
| --------- |
| 2.559.853 |

## Партнерски градови
- Кливленд